# Danh sách tiểu hành tinh: 23401–23500
| Tên                 | Tên đầu tiên | Ngày phát hiện       | Nơi phát hiện           | Người phát hiện                                        |
| ------------------- | ------------ | -------------------- | ----------------------- | ------------------------------------------------------ |
| 23401 Brodskaya     | 1968 OE1     | 25 tháng 7 năm 1968  | Cerro El Roble          | G. A. Plyugin, Yu. A. Belyaev                          |
| 23402 Turchina      | 1969 TO2     | 8 tháng 10 năm 1969  | Nauchnij                | L. I. Chernykh                                         |
| 23403 Boudewijnbuch | 1971 FB      | 24 tháng 3 năm 1971  | Palomar                 | T. Gehrels                                             |
| 23404 Bomans        | 1972 RG      | 15 tháng 9 năm 1972  | Palomar                 | T. Gehrels                                             |
| 23405 Nisyros       | 1973 SB1     | 19 tháng 9 năm 1973  | Palomar                 | C. J. van Houten, I. van Houten-Groeneveld, T. Gehrels |
| 23406 Kozlov        | 1977 QO3     | 23 tháng 8 năm 1977  | Nauchnij                | N. S. Chernykh                                         |
| 23407 -             | 1977 RG19    | 9 tháng 9 năm 1977   | Palomar                 | C. M. Olmstead                                         |
| 23408 Beijingaoyun  | 1977 TU3     | 12 tháng 10 năm 1977 | Nanking                 | Purple Mountain Observatory                            |
| 23409 Derzhavin     | 1978 QF1     | 31 tháng 8 năm 1978  | Nauchnij                | N. S. Chernykh                                         |
| 23410 Vikuznetsov   | 1978 QK2     | 31 tháng 8 năm 1978  | Nauchnij                | N. S. Chernykh                                         |
| 23411 -             | 1978 ST7     | 16 tháng 9 năm 1978  | Nauchnij                | L. V. Zhuravleva                                       |
| 23412 -             | 1978 UN5     | 27 tháng 10 năm 1978 | Palomar                 | C. M. Olmstead                                         |
| 23413 -             | 1978 VQ9     | 7 tháng 11 năm 1978  | Palomar                 | E. F. Helin, S. J. Bus                                 |
| 23414 -             | 1979 MP1     | 25 tháng 6 năm 1979  | Siding Spring           | E. F. Helin, S. J. Bus                                 |
| 23415 -             | 1979 MQ3     | 25 tháng 6 năm 1979  | Siding Spring           | E. F. Helin, S. J. Bus                                 |
| 23416 -             | 1979 MU4     | 25 tháng 6 năm 1979  | Siding Spring           | E. F. Helin, S. J. Bus                                 |
| 23417 -             | 1979 MU6     | 25 tháng 6 năm 1979  | Siding Spring           | E. F. Helin, S. J. Bus                                 |
| 23418 -             | 1979 QM3     | 22 tháng 8 năm 1979  | La Silla                | C.-I. Lagerkvist                                       |
| 23419 -             | 1980 FQ1     | 16 tháng 3 năm 1980  | La Silla                | C.-I. Lagerkvist                                       |
| 23420 -             | 1981 DO      | 28 tháng 2 năm 1981  | Siding Spring           | S. J. Bus                                              |
| 23421 -             | 1981 DR      | 28 tháng 2 năm 1981  | Siding Spring           | S. J. Bus                                              |
| 23422 -             | 1981 DF1     | 28 tháng 2 năm 1981  | Siding Spring           | S. J. Bus                                              |
| 23423 -             | 1981 EA3     | 2 tháng 3 năm 1981   | Siding Spring           | S. J. Bus                                              |
| 23424 -             | 1981 EU9     | 1 tháng 3 năm 1981   | Siding Spring           | S. J. Bus                                              |
| 23425 -             | 1981 EL12    | 1 tháng 3 năm 1981   | Siding Spring           | S. J. Bus                                              |
| 23426 -             | 1981 EB16    | 1 tháng 3 năm 1981   | Siding Spring           | S. J. Bus                                              |
| 23427 -             | 1981 EF16    | 1 tháng 3 năm 1981   | Siding Spring           | S. J. Bus                                              |
| 23428 -             | 1981 EL18    | 2 tháng 3 năm 1981   | Siding Spring           | S. J. Bus                                              |
| 23429 -             | 1981 EO35    | 2 tháng 3 năm 1981   | Siding Spring           | S. J. Bus                                              |
| 23430 -             | 1981 EO38    | 1 tháng 3 năm 1981   | Siding Spring           | S. J. Bus                                              |
| 23431 -             | 1981 EA45    | 7 tháng 3 năm 1981   | Siding Spring           | S. J. Bus                                              |
| 23432 -             | 1981 EF47    | 2 tháng 3 năm 1981   | Siding Spring           | S. J. Bus                                              |
| 23433 -             | 1981 UU22    | 24 tháng 10 năm 1981 | Palomar                 | S. J. Bus                                              |
| 23434 -             | 1981 UB23    | 24 tháng 10 năm 1981 | Palomar                 | S. J. Bus                                              |
| 23435 -             | 1981 UZ24    | 25 tháng 10 năm 1981 | Palomar                 | S. J. Bus                                              |
| 23436 Alekfursenko  | 1982 UF8     | 21 tháng 10 năm 1982 | Nauchnij                | L. V. Zhuravleva                                       |
| 23437 -             | 1984 SJ1     | 27 tháng 9 năm 1984  | Kleť                    | A. Mrkos                                               |
| 23438 -             | 1984 SZ5     | 21 tháng 9 năm 1984  | La Silla                | H. Debehogne                                           |
| 23439 -             | 1986 PP      | 1 tháng 8 năm 1986   | Palomar                 | E. F. Helin                                            |
| 23440               | 1986 QH1     | 27 tháng 8 năm 1986  | La Silla                | H. Debehogne                                           |
| 23441               | 1986 QW1     | 27 tháng 8 năm 1986  | La Silla                | H. Debehogne                                           |
| 23442               | 1986 QJ2     | 28 tháng 8 năm 1986  | La Silla                | H. Debehogne                                           |
| 23443 -             | 1986 TG1     | 4 tháng 10 năm 1986  | Anderson Mesa           | E. Bowell                                              |
| 23444 Kukučín       | 1986 TV6     | 5 tháng 10 năm 1986  | Piwnice                 | M. Antal                                               |
| 23445 -             | 1987 QY7     | 21 tháng 8 năm 1987  | La Silla                | E. W. Elst                                             |
| 23446 -             | 1987 SJ2     | 19 tháng 9 năm 1987  | Smolyan                 | E. W. Elst                                             |
| 23447               | 1987 VG      | 15 tháng 11 năm 1987 | Kushiro                 | S. Ueda, H. Kaneda                                     |
| 23448 -             | 1988 BG      | 18 tháng 1 năm 1988  | Kushiro                 | M. Matsuyama, K. Watanabe                              |
| 23449               | 1988 BG5     | 28 tháng 1 năm 1988  | Siding Spring           | R. H. McNaught                                         |
| 23450 -             | 1988 CB4     | 13 tháng 2 năm 1988  | La Silla                | E. W. Elst                                             |
| 23451 -             | 1988 CO7     | 15 tháng 2 năm 1988  | La Silla                | E. W. Elst                                             |
| 23452 Drew          | 1988 QF      | 18 tháng 8 năm 1988  | Palomar                 | C. S. Shoemaker, E. M. Shoemaker                       |
| 23453               | 1988 QR      | 19 tháng 8 năm 1988  | Siding Spring           | R. H. McNaught                                         |
| 23454 -             | 1988 XU2     | 1 tháng 12 năm 1988  | Đài thiên văn Brorfelde | P. Jensen                                              |
| 23455 Fumi          | 1988 XY4     | 5 tháng 12 năm 1988  | Kiso                    | T. Nakamura                                            |
| 23456 -             | 1989 DB      | 26 tháng 2 năm 1989  | Toyota                  | K. Suzuki, T. Furuta                                   |
| 23457 Beiderbecke   | 1989 GV6     | 5 tháng 4 năm 1989   | La Silla                | M. Geffert                                             |
| 23458 -             | 1989 RY1     | 6 tháng 9 năm 1989   | Palomar                 | E. F. Helin                                            |
| 23459 -             | 1989 ST4     | 16 tháng 9 năm 1989  | La Silla                | E. W. Elst                                             |
| 23460               | 1989 SX9     | 16 tháng 9 năm 1989  | La Silla                | H. Debehogne                                           |
| 23461 -             | 1989 TM4     | 7 tháng 10 năm 1989  | La Silla                | E. W. Elst                                             |
| 23462 -             | 1989 TU4     | 7 tháng 10 năm 1989  | La Silla                | E. W. Elst                                             |
| 23463 -             | 1989 TX11    | 2 tháng 10 năm 1989  | Cerro Tololo            | S. J. Bus                                              |
| 23464               | 1989 TN15    | 3 tháng 10 năm 1989  | La Silla                | H. Debehogne                                           |
| 23465 -             | 1989 UA1     | 24 tháng 10 năm 1989 | Kitami                  | M. Yanai, K. Watanabe                                  |
| 23466               | 1990 DU4     | 28 tháng 2 năm 1990  | La Silla                | H. Debehogne                                           |
| 23467 -             | 1990 QS3     | 20 tháng 8 năm 1990  | Palomar                 | E. F. Helin                                            |
| 23468 -             | 1990 SS3     | 20 tháng 9 năm 1990  | Geisei                  | T. Seki                                                |
| 23469 Neilpeart     | 1990 SY3     | 22 tháng 9 năm 1990  | Palomar                 | B. Roman                                               |
| 23470 -             | 1990 SO8     | 22 tháng 9 năm 1990  | La Silla                | E. W. Elst                                             |
| 23471 -             | 1990 TH3     | 15 tháng 10 năm 1990 | Kitami                  | K. Endate, K. Watanabe                                 |
| 23472 Rolfriekher   | 1990 TZ10    | 10 tháng 10 năm 1990 | Tautenburg Observatory  | F. Börngen, L. D. Schmadel                             |
| 23473 Voss          | 1990 TD12    | 11 tháng 10 năm 1990 | Tautenburg Observatory  | F. Börngen, L. D. Schmadel                             |
| 23474               | 1990 UX1     | 20 tháng 10 năm 1990 | Siding Spring           | R. H. McNaught                                         |
| 23475 -             | 1990 VM2     | 13 tháng 11 năm 1990 | Kitami                  | K. Endate, K. Watanabe                                 |
| 23476 -             | 1990 VE4     | 15 tháng 11 năm 1990 | Ojima                   | T. Niijima, T. Urata                                   |
| 23477 -             | 1990 WS1     | 18 tháng 11 năm 1990 | La Silla                | E. W. Elst                                             |
| 23478 -             | 1991 BZ      | 21 tháng 1 năm 1991  | Geisei                  | T. Seki                                                |
| 23479 -             | 1991 CG      | 5 tháng 2 năm 1991   | Yorii                   | M. Arai, H. Mori                                       |
| 23480               | 1991 EL      | 10 tháng 3 năm 1991  | Siding Spring           | R. H. McNaught                                         |
| 23481 -             | 1991 GT4     | 8 tháng 4 năm 1991   | La Silla                | E. W. Elst                                             |
| 23482 -             | 1991 LV      | 14 tháng 6 năm 1991  | Palomar                 | E. F. Helin                                            |
| 23483 -             | 1991 LV4     | 6 tháng 6 năm 1991   | La Silla                | E. W. Elst                                             |
| 23484               | 1991 NC1     | 12 tháng 7 năm 1991  | Palomar                 | H. E. Holt                                             |
| 23485               | 1991 NV6     | 12 tháng 7 năm 1991  | La Silla                | H. Debehogne                                           |
| 23486 -             | 1991 PE2     | 2 tháng 8 năm 1991   | La Silla                | E. W. Elst                                             |
| 23487 -             | 1991 PX4     | 3 tháng 8 năm 1991   | La Silla                | E. W. Elst                                             |
| 23488               | 1991 PF12    | 7 tháng 8 năm 1991   | Palomar                 | H. E. Holt                                             |
| 23489               | 1991 PU16    | 7 tháng 8 năm 1991   | Palomar                 | H. E. Holt                                             |
| 23490 Monikohl      | 1991 RK3     | 12 tháng 9 năm 1991  | Tautenburg Observatory  | F. Börngen, L. D. Schmadel                             |
| 23491               | 1991 RX17    | 13 tháng 9 năm 1991  | Palomar                 | H. E. Holt                                             |
| 23492               | 1991 RA20    | 14 tháng 9 năm 1991  | Palomar                 | H. E. Holt                                             |
| 23493               | 1991 SO      | 30 tháng 9 năm 1991  | Siding Spring           | R. H. McNaught                                         |
| 23494               | 1991 SE2     | 16 tháng 9 năm 1991  | Palomar                 | H. E. Holt                                             |
| 23495 -             | 1991 UQ1     | 29 tháng 10 năm 1991 | Kitami                  | A. Takahashi, K. Watanabe                              |
| 23496 -             | 1991 VN3     | 3 tháng 11 năm 1991  | Palomar                 | E. F. Helin                                            |
| 23497               | 1991 VG4     | 5 tháng 11 năm 1991  | Dynic                   | A. Sugie                                               |
| 23498 -             | 1991 VH6     | 6 tháng 11 năm 1991  | La Silla                | E. W. Elst                                             |
| 23499               | 1991 VY12    | 11 tháng 11 năm 1991 | Kushiro                 | S. Ueda, H. Kaneda                                     |
| 23500 -             | 1992 AT2     | 9 tháng 1 năm 1992   | Kitt Peak               | Spacewatch                                             |